# Caspar Neher
Selbstbildnis (1920er Jahre)

Link zum Bild

Caspar Neher, eigentlich Rudolf Ludwig Kaspar Neher (* 11. April 1897 in Augsburg; † 30. Juni 1962 in Wien), war ein deutsch-österreichischer Bühnenbildner und Textdichter. Er ist unter anderem wegen seiner lebenslangen Zusammenarbeit mit Bertolt Brecht bedeutend.

## Leben und Werk
Neher, der ursprünglich den Rufnamen „Rudolf“ hatte, kam in Augsburg als Sohn des Lehrers Karl Wilhelm Neher und seiner Frau Maria Wilhelmine, geborene Lembert, zur Welt. Bereits als Kind zeigte er eine ausgeprägte Leidenschaft für das Zeichnen, was von seinem Vater, der ursprünglich selbst Architekt werden wollte, unterstützt wurde. Er besuchte ab 1911 das Realgymnasium (jetzt Peutinger-Gymnasium) und freundete sich dort mit seinem Mitschüler Bertolt Brecht an. Dieser gab ihm den Namen „Caspar“ oder kurz „Cas“ und erwähnte ihn auch später in einigen seiner Gedichte.
Im Jahr 1914 ging Neher auf eine Kunstschule nach München und ab Juni 1915 zog er als Freiwilliger in den Ersten Weltkrieg. Ab 1918 war er Offizier. Während des Kriegs stand er mit Brecht in regem Briefkontakt.
Nachdem er 1919 aus dem Kriegsdienst entlassen worden war, entschied sich Caspar Neher dafür, sein künstlerisches Talent weiter auszubauen. Er absolvierte bis 1922 ein Studium in München an der Akademie bei Angelo Jank und erhielt zusätzliches Training bei Bühnenbildner Leo Pasetti. Noch vor Ende seines Studiums erschienen seine Zeichnungen von Brechts Baal in Johannes von Guenthers Münchener Musarion-Verlag. Im Jahr 1921 entwarf er zudem die Bühnengestaltung für Brechts Trommeln in der Nacht, die aber von den Münchner Kammerspielen zurückgewiesen wurde. Für die Neuinszenierung von Heinrich von Kleists Käthchen von Heilbronn holte ihn Regisseur Jürgen Fehling 1923 ans Staatliche Schauspielhaus in Berlin. Wenig später gestaltete er die Bühnenbilder für die Uraufführung von Bert Brechts Im Dickicht der Städte an den Münchner Kammerspielen unter der Regie von Erich Engel.
1927 zog Caspar Neher als Ausstattungsleiter nach Essen. Zu Beginn der 1930er Jahre schrieb er das Textbuch für Kurt Weills Oper Die Bürgschaft, die 1932 an der Städtischen Oper Berlin unter der Regie von Fritz Ebert uraufgeführt wurde, jedoch in den Wirren der damaligen Zeit keine besondere Aufmerksamkeit erhielt. Nach der Machtübergabe an die Nationalsozialisten 1933 blieb er in Deutschland und erhielt für kurze Zeit ein Arbeitsverbot. Anschließend ging er nach Frankfurt zu Hans Meissner. Hier gestaltete er 1935 die Uraufführung von Werner Egks Oper Die Zaubergeige. Für Rudolf Wagner-Régeny verfasste er das Textbuch für die Oper Der Günstling, die 1935 an der Dresdner Staatsoper unter der Leitung von Karl Böhm uraufgeführt wurde. 1938 kehrte er wieder nach Berlin zurück, wo er eine enge Zusammenarbeit und Freundschaft mit dem Komponisten Rudolf Wagner-Régeny entwickelte. So stammte das Libretto für die Oper Die Bürger von Calais von Neher. Die Uraufführung im Januar 1939 an der Berliner Staatsoper wurde von Herbert von Karajan dirigiert. Doch nach nur drei Aufführungen verschwand das Werk von der Bühne, da es zu dieser Zeit nicht erwünscht war, Opern über belagerte Städte, Kriegsnot und Tod zu präsentieren. Ihre dritte Oper Johanna Balk, ein Drama über einen gewalttätigen Fürsten und eine Frau, die das Volk retten will, wurde 1941 an der Wiener Staatsoper uraufgeführt und stand für zwei Spielzeiten auf dem Spielplan.
Anschließend arbeitete er am Düsseldorfer Schauspielhaus unter Walter Bruno Iltz. Ab 1946 trat er wieder in Kontakt mit Brecht und 1947 wirkte Neher zusammen mit Oscar Fritz Schuh am Wiederaufbau der Salzburger Festspiele mit. 1948 nahm Neher die österreichische Staatsbürgerschaft an und arbeitete unter anderem in Zürich, München und Berlin. Im Jahr 1954 wurde er technischer Direktor bei den Münchner Kammerspielen und von 1958 an war er bis zu seinem Tod Professor für Bühnenbild an der Akademie der bildenden Künste Wien.

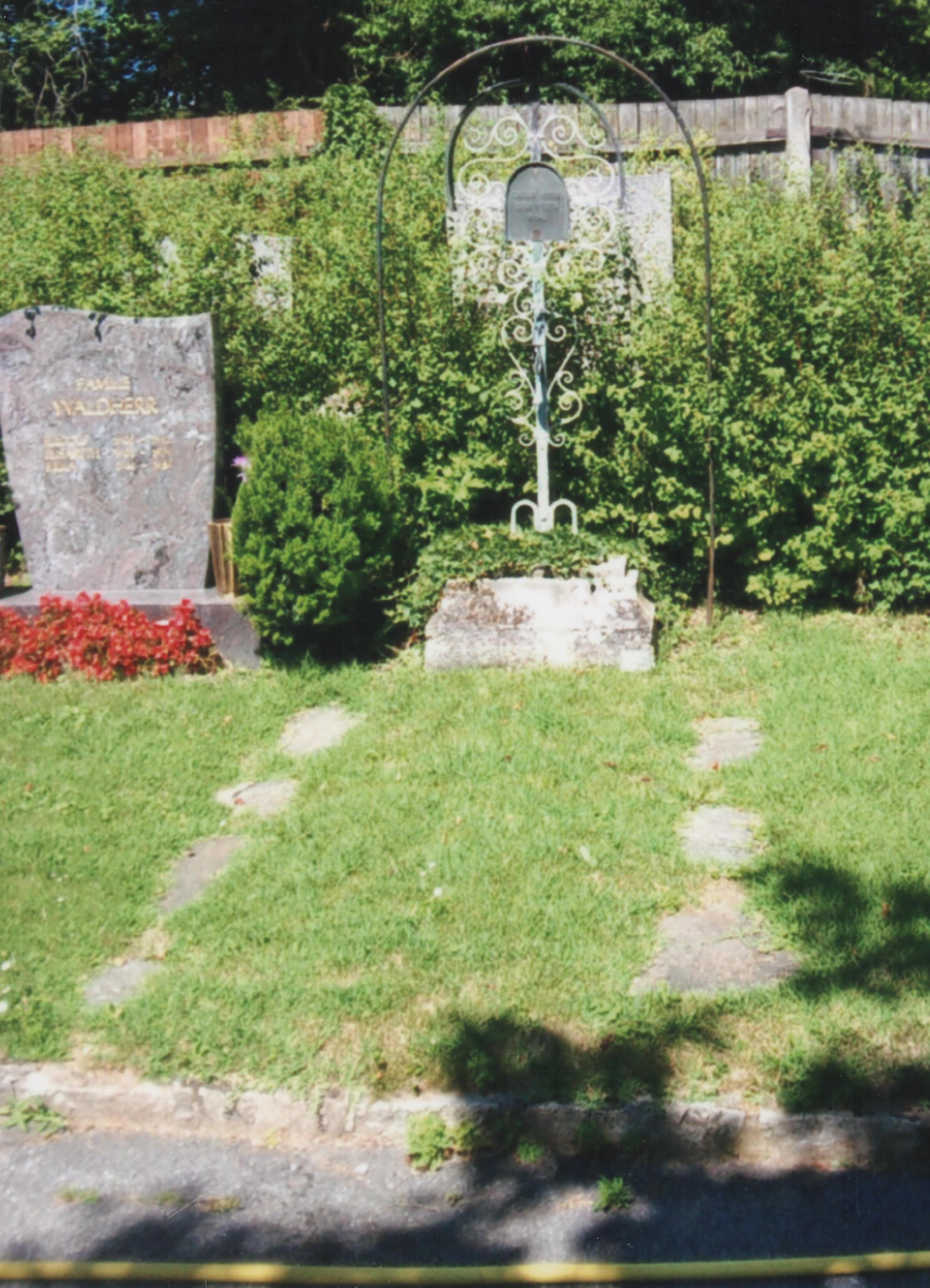
Grabstätte von Caspar Neher auf dem Grinzinger Friedhof in Wien

Caspar Neher starb am 30. Juni 1962 im Alter von 65 Jahren in Wien und liegt in einem ehrenhalber gewidmeten Grab auf dem Grinzinger Friedhof (Gruppe 37, Reihe 5, Nummer 1) in Wien begraben. Seine Frau starb nur ein Vierteljahr später und wurde bei ihm bestattet.
Teile seines grafischen Nachlasses liegen in der Theaterwissenschaftlichen Sammlung der Universität zu Köln.

## Familie
Seit dem 18. August 1923 war Neher mit Erika Tornquist, einer Tochter des Grazer Geologen Alexander Tornquist, verheiratet. Ihr gemeinsamer Sohn Georg wurde am 14. Oktober 1924 geboren.

## Posthume Ausstellung
Die Kunstsammlungen & Museen Augsburg, die in ihrem Fundus rund 170 Grafiken und Entwürfe Nehers besitzen, präsentieren vom 4. März bis 25. Juni 2023 im Grafischen Kabinett im Höhmannhaus die Ausstellung Wanderer zwischen den Welten. Die Freundschaft Caspar Neher – Bertolt Brecht. Unter den 40 Exponaten sind auch bisher nie gezeigte Skizzen und Entwürfe sowie ein Selbstbildnis Nehers aus den 1920er Jahren in Öl. Daneben werden Tagebücher, Notizbücher und Skizzenbücher Nehers aus dem Bestand der Staats- und Stadtbibliothek Augsburg gezeigt.